# Mike Rayer
Michael Anthony Rayer (Cardiff, 21 de julio de 1965) es un ex–jugador británico de rugby que se desempeñaba como fullback.

## Selección nacional
Fue convocado a los Dragones rojos por primera vez en octubre de 1991 para enfrentar a Manu Samoa y disputó su último partido en octubre de 1994 ante la Azzurri. En total jugó 21 partidos, marcó cuatro tries y un penal para un total de 23 puntos.

### Participaciones en Copas del Mundo
Solo disputó una Copa del Mundo; Inglaterra 1991 donde Rayer jugó todos los partidos y los Dragones rojos quedaron eliminados en fase de grupos luego ser derrotados por Manu Samoa, vencer a los Pumas y caer ante los Wallabies.
| Mundial                       | Sede       | Resultado    | PJ | Tries |
| ----------------------------- | ---------- | ------------ | -- | ----- |
| Copa Mundial de Rugby de 1991 | Inglaterra | Primera fase | 3  | 0     |

## Palmarés
- Campeón del Torneo de las Seis Naciones de 1994.
- Campeón de la Premier Division de Gales de 1994-95 y 1999-00.
- Campeón de la Copa de Gales de Rugby de 1986, 1987, 1994 y 1997.